# Mary Kenner
Mary Beatrice Davidson Kenner (Charlotte, 17 de mayo de 1912-13 de enero de 2006) fue una inventora afroamericana muy conocida por su desarrollo de un cinturón sanitario ajustable, aunque la discriminación racial hizo que su patente fuera impedida durante treinta años. Registró cinco patentes, entre las que se incluyen un accesorio de transporte para personas con discapacidad y un portarrollos de papel higiénico.

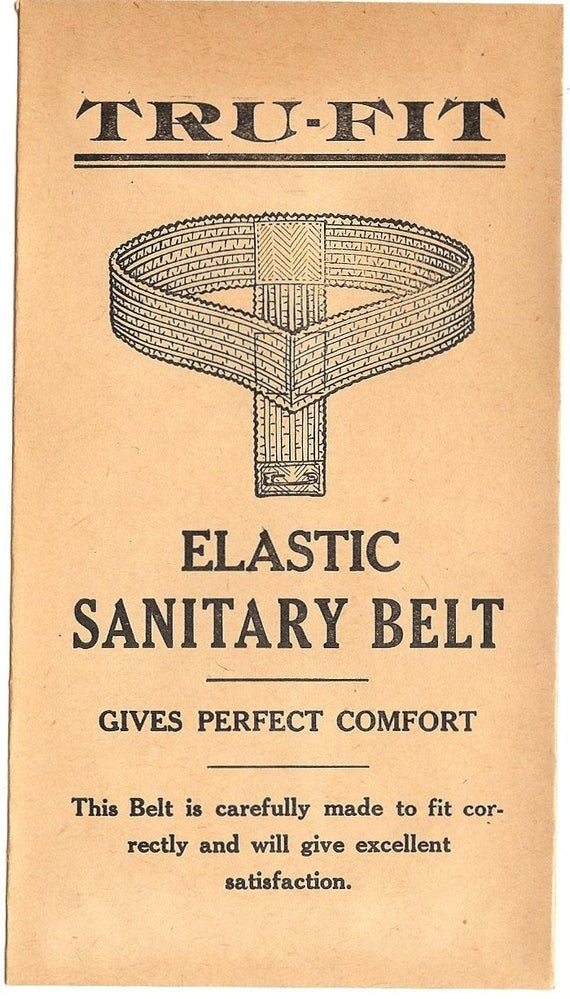
Toalla sanitaria ajustable

## Trayectoria
Kenner nació en Charlotte, Carolina del Norte en una familia de inventores. Su padre, a quien ella atribuía su interés inicial por los descubrimientos, fue Sidney Nathaniel Davidson (junio de 1890 - noviembre de 1958), que patentó una prensa de ropa que cabía en la maleta, aunque finalmente no ganó dinero con la invención y también patentó un limpiador de ventanas para trenes y una camilla con ruedas para ambulancias. Su abuelo había inventado una señal luminosa para los trenes, que le fue robada por un hombre blanco. Su hermana, Mildred Davidson Austin Smith (1916–1993), inventó, patentó y vendió juegos de mesa.
En 1931, se graduó en el instituto. Asistió a la Universidad de Howard, aunque no pudo terminar debido a dificultades económicas por lo que no recibió ningún título universitario ni profesional. En aquella época, las mujeres no podían acceder a los centros científicos ni a las instituciones académicas.
Siendo joven, se mudó junto a su familia a Washington D. C.. donde decidió quedarse para tener la oportunidad de patentar sus ideas en la Oficina de Patentes y Marcas de los Estados Unidos.

## Inventos
Inventó un cinturón sanitario ajustable que incorporaba un bolsillo impermeable para compresas. Completó la solicitud de patente de su invento en 1954 y en 1956, la solicitud fue aprobada. El invento se describía como capaz de eliminar "las rozaduras e irritaciones que normalmente causan los dispositivos de [su] clase". La primera empresa que mostró interés en el invento, Sonn-Nap-Pack Company, finalmente lo rechazó al de descubrir que la inventora era afroamericana. Kenner nunca ganó dinero con el cinturón sanitario porque su patente expiró y pasó a ser de dominio público, lo que permitió que se fabricara libremente. El "bolsillo resistente a la humedad" fue una incorporación posterior.
En una entrevista, Kenner explicó que un día se puso en contacto con ella una empresa interesada en comercializar la idea, por lo que se alegró y pensó en las casas, coches y otras cosas que podría adquirir con los beneficios que iba a recibir. Un representante se desplazó a Washington para hablar con ella pero cuando se enteraron de que era negra, su interés decayó. El representante volvió a Nueva York y le informó de que la empresa definitivamente ya no estaba interesada.
Entre 1956 y 1987 registró un total de cinco patentes de artículos domésticos y personales. Compartió la patente del soporte de papel higiénico con su hermana, Mildred Davidson. También patentó un lavador de espalda que podía montarse en la pared de la ducha o la bañera. Este invento fue patentado en 1987 con el número de patente 4696068. También patentó el accesorio de transporte para un andador en 1959, después de que su hermana desarrollara esclerosis múltiple.

## Vida personal
Trabajó como arreglista floral profesional y tuvo cuatro tiendas de flores repartidas por la zona  Washington D. C. Llevó el negocio durante 23 años tras abandonar la universidad por dificultades económicas. Durante la Segunda Guerra Mundial, encontró un empleo en el gobierno federal, trabajando para la Oficina del Censo y la Oficina de Contabilidad General. Acompañaba a mujeres más jóvenes a los bailes de las bases militares en Washington D. C. Una noche, mientras hacía de acompañante, conoció a un soldado, con el que se casó en 1945. Se divorciaron en 1950. En 1951, se casó con el reconocido boxeador de pesos pesados James "Jabbo" Kenner. Juntos, vivíeron en McLean (Virginia), cerca del complejo de los Kennedy. Fueron padres adoptivos de cinco niños.